# David Hurley
Generál David John Hurley (*26. srpna 1953) je bývalý vyšší důstojník australské armády. Od 1. července 2019 do 1. července 2024 zastával funkci 27. generálního guvernéra Austrálie. Předtím působil jako 38. guvernér Nového Jižního Walesu v letech 2014 až 2019.
Během své 42leté vojenské kariéry byl Hurley nasazen v Operaci útěcha v Somálsku roku 1993. V letech 1999–2000 velel 1. brigádě, byl náčelníkem skupiny rozvoje schopností v období 2003–2007 a náčelníkem společných operací v letech 2007–2008. Zároveň působil jako zástupce náčelníka ozbrojených sil v letech 2008–2011.
Jeho kariéra vyvrcholila jmenováním náčelníkem obranných sil dne 4. července 2011, kdy převzal tuto funkci po vrchním leteckém maršálu Angusi Houstonovi. Hurley opustil armádu v červnu 2014 a 2. října téhož roku vystřídal Marii Bashirovou jako guvernér Nového Jižního Walesu.

## Osobní život

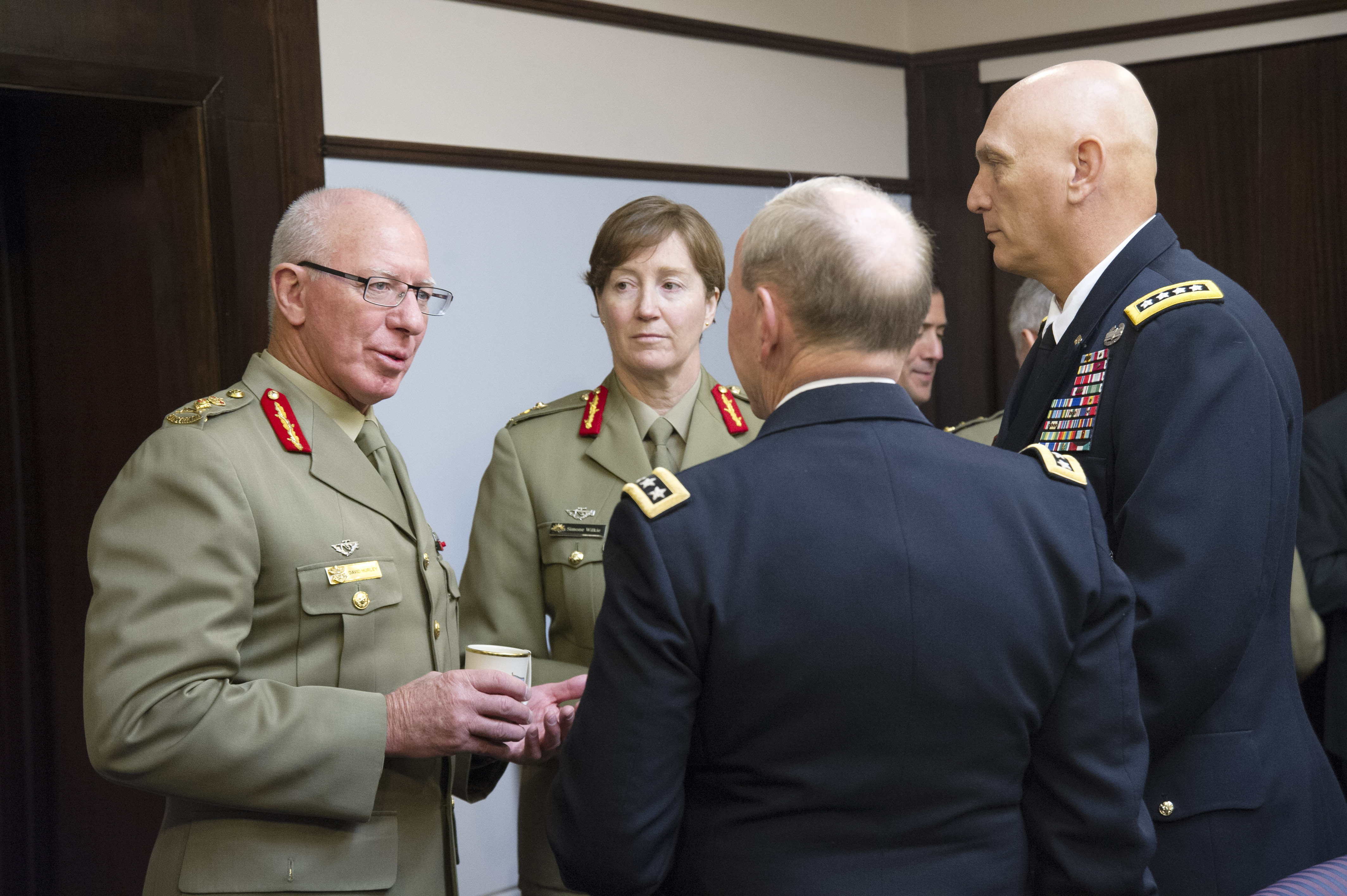
David Hurley (2013)

David John Hurley se narodil 26. srpna 1953 ve Wollongongu v Novém Jižním Walesu Normě a Jamesovi Hurleyovým. Jeho otec pracoval jako ocelář v Illawarra a matka se věnovala obchodu s potravinami. Hurley vyrostl v Port Kembla a absolvoval Port Kembla High School, kde v roce 1971 získal maturitní vysvědčení.
Následně absolvoval Královskou vojenskou akademii v Duntroonu, kde získal postgraduální diplom v obranných studiích. Dále pokračoval ve studiích na Deakinově univerzitě, kde získal bakalářský titul.
Hurley je ženatý a má tři děti.